# Tibouchina lhotzkyana
Tibouchina lhotzkyana är en tvåhjärtbladig växtart som först beskrevs av Presl., och fick sitt nu gällande namn av Célestin Alfred Cogniaux. Tibouchina lhotzkyana ingår i släktet Tibouchina och familjen Melastomataceae. Inga underarter finns listade i Catalogue of Life.